# Synechococcus
Synechococcus — рід ціанобактерій родини Synechococcaceae. Представники роду живуть у приповерхневому середовищі морських та прісноводних водойм. Розмір клітини коливається від 0,8 до 1,5 мкм. Клітини кокоподібні, одиночні, фотосинтезуючі.

## Геном
Секвенований геном декількох ізолятів Synechococcus elongatus. Штам PCC7002 має 3 008 047 пар основ, тоді як морський ізолят WH8102 має 2,4 млн пар основ.

## Пігменти
Основним фотосинтетичним пігментом у Synechococcus є хлорофіл a, тоді як його основними допоміжними пігментами є фікобілілпротеїни. Чотири загальновизнаних фікобіліни — фікоціанін, алофікоціанін, алофікоціанін В та фікоеритрин. Крім того, Synechococcus також містить зеаксантин, але діагностичний пігмент для цього організму невідомий.

## Види
Описано 75 видів, з яких визнаними є 32 види:
- Synechococcus ambiguus Skuja
- Synechococcus arcuatus Fjerdingstad
- Synechococcus bigranulatus Skuja
- Synechococcus brunneolus Rabenhorst
- Synechococcus caldarius Okada
- Synechococcus capitatus A. E. Bailey-Watts & J. Komárek
- Synechococcus carcerarius Norris
- Synechococcus elongatus (Nägeli) Nägeli
- Synechococcus endogloeicus F. Hindák
- Synechococcus epigloeicus F. Hindák
- Synechococcus ferrunginosus Wawrik
- Synechococcus intermedius Gardner
- Synechococcus koidzumii Yoneda
- Synechococcus lividus Copeland
- Synechococcus marinus Jao
- Synechococcus minutissimus Negoro
- Synechococcus mundulus Skuja
- Synechococcus nidulans (Pringsheim) Komárek
- Synechococcus rayssae Dor
- Synechococcus rhodobaktron Komárek & Anagnostidis
- Synechococcus roseo-persicinus Grunow
- Synechococcus roseo-purpureus G. S. West
- Synechococcus salinarum Komárek
- Synechococcus salinus Frémy
- Synechococcus sciophilus Skuja
- Synechococcus sigmoideus (Moore & Carter) Komárek
- Synechococcus spongiarum Usher ]]et al.]]
- Synechococcus subsalsus Skuja
- Synechococcus sulphuricus Dor
- Synechococcus vantieghemii (Pringsheim) Bourrelly
- Synechococcus violaceus Grunow
- Synechococcus viridissimus Copeland
- Synechococcus vulcanus Copeland